# Windlust (Overschild)
De Windlust is een korenmolen aan de Kanaalweg in Overschild, provincie Groningen.
De molen werd in 1859 als grondzeiler gebouwd. Omdat de molen door uitbreiding van het dorp niet genoeg wind meer ving, werd de molen in 1914 tot stellingmolen verhoogd. De molen is uitgerust met zelfzwichting en het wiekenkruis heeft een vlucht van 17,60 meter. Hiermee is de molen een van de kleinere molens in de provincie Groningen. De huidige eigenaar is de Molenstichting Midden en Oost Groningen. De molen, die over twee koppels maalstenen beschikt, wordt regelmatig door enkele vrijwillige molenaars in bedrijf gesteld. 1 Koppel is wind aangedreven en 1 koppel, in aanbouw, wordt met een Bronsmotor aangedreven.
De windlust is op vrijdagmiddag te bezoeken. 